# Helmut Salih
Helmut Rainer Salih (* 1970 in Weilheim in Oberbayern) ist ein deutscher Hämatoonkologe und Immunologe.

## Leben
Salih studierte Humanmedizin (1990–1997) an der Ludwig-Maximilians-Universität München und promovierte von 1994 bis 1997 am Institut für antimikrobielle Therapie und Infektionsimmunologie, München. Unterbrochen von einem zweijähriger Aufenthalt als Postdoktorand am BMS Pharmaceutical Research Institute, Princeton, NJ, USA absolvierte er von 1997 bis 2005 seine Facharztausbildung in München und Tübingen. Ab 2006 arbeitete Salih an der Medizinischen Klinik II (Hämatologie, Onkologie, Rheumatologie, Immunologie) am Universitätsklinikum Tübingen, bis er 2014 auf die W3-Professur für Translationale Immunologie an der Eberhard Karls Universität Tübingen berufen wurde. Seitdem leitet er die klinische Kooperationseinheit (KKE) Translationale Immunologie im Deutschen Konsortium für Translationale Krebsforschung (DKTK) am Deutschen Krebsforschungszentrum, Partnerstandort Tübingen und ist seit April 2019 Ärztlicher Direktor der KKE Translationale Immunologie am Universitätsklinikum Tübingen.

## Wirken
Im Zentrum der wissenschaftlichen und klinischen Arbeiten Salihs steht die Entwicklung neuer Immuntherapiestrategien zur Behandlung von Krebserkrankungen bis hin zur Anwendung am Patienten. Dies gilt insbesondere für neuartige Antitumor-Antikörper und umfasst alle Schritte, von der Grundlagenforschung als Basis für neue Therapiekonzepte über die Herstellung neuer Arzneimittel bis zu deren Evaluation in frühen klinischen Studien. Im Jahr 2020 erfolgt z. B. die Erprobung eines Fc-optimierten FLT3-Antikörpers an Patienten mit AML (clinicaltrials.gov, NCT02789254) und eines bispezifischen PSMAxCD3-Antikörper an Patienten mit Prostatakrebs und Lungenkrebs (clinicaltrials.gov, NCT04104607, NCT04496674, EudraCT No.: 2022-002420-13). Salih ist Autor von über 180 wissenschaftlichen Publikationen (Stand 12/2022) sowie Erfinder bei zahlreichen Patentanmeldungen.

## Auszeichnungen (Auswahl)
- 1. Platz, Science2Start Award, BioRegio STERN 2022
- Lehrpreis Molekulare Medizin (bester Dozent im Fachstudium) 2015
- CESAR Preis für translationale Forschung 2013
- Franziska-Kolb Preis für Leukämieforschung der Universität Ulm 2003